# رولد هوفمان
رولد هوفمان (بالبولندية: Roald Hoffmann)‏ هو كيميائي أمريكي حاصل على جائزة نوبل في الكيمياء لسنة 1981. ولد في 18 يوليو 1937 في زولزشيف لعائلة بولندية تدين باليهودية هربت من بولندا. يعد هو وأمه الناجيان الوحيدان من عائلته من الهولوكوست واستقر بالولايات المتحدة الأمريكية في سنة 1949.
سمي رولد هوفمان على اسم رحالة نرويجي شهير وهو رولد أموندسن. درس في جامعة كولومبيا وتحصل فيها على بكالوريوس في العلوم سنة 1958 وماجستير سنة 1960. تحصل بعد ذلك على دكتوراه سنة 1962 من جامعة هارفرد. يعمل حاليا في جامعة كورنل.

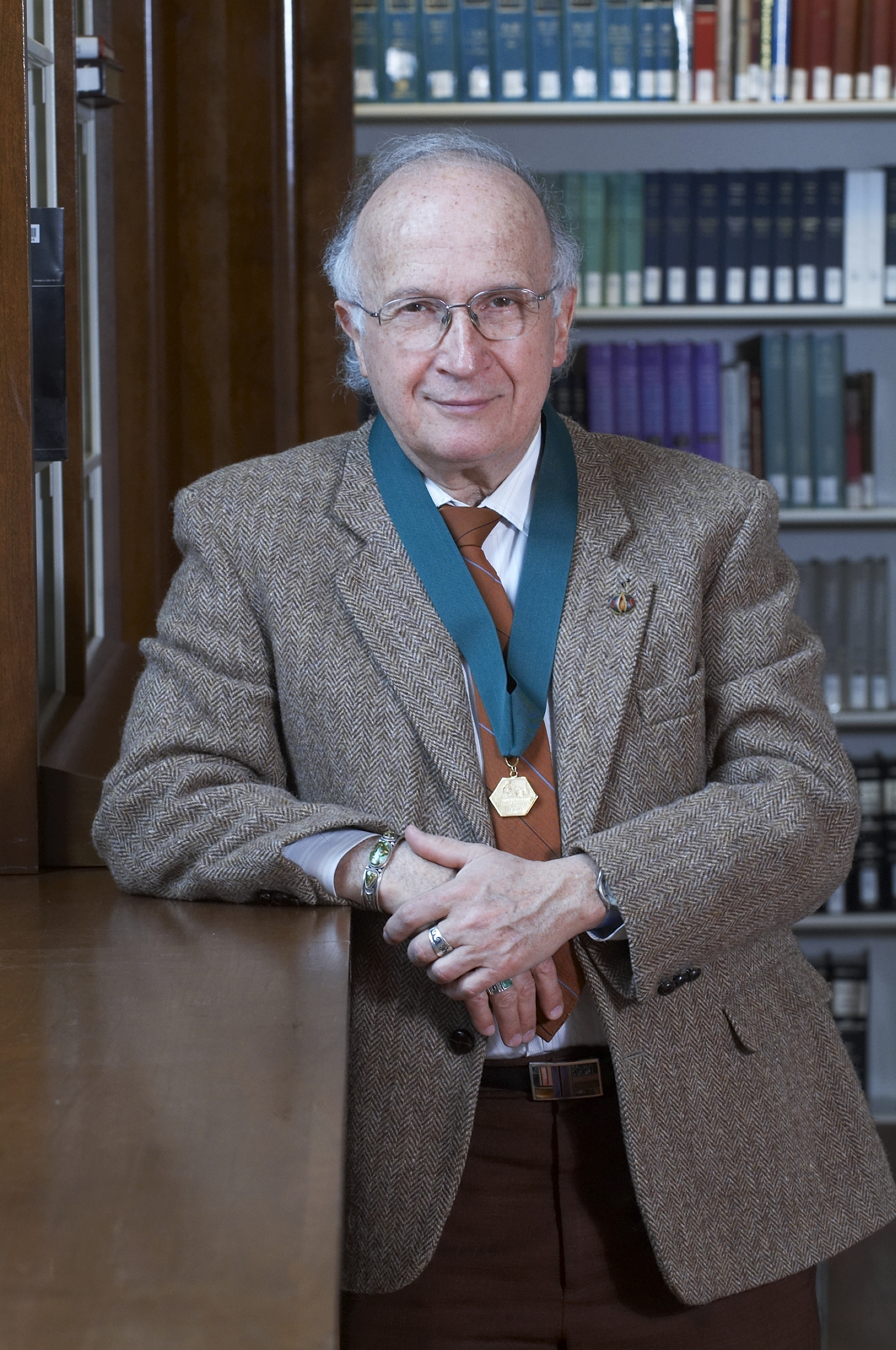
رولد هوفمان بميدالية AIC الذهبية

هوفمان عضو في كل من الأكاديمية الوطنية للعلوم والأكاديمية الملكية السويدية للعلوم وعضو أجنبي في الجمعية الملكية. من الجوائز المرموقة التي حصل عليها ـ إلى جانب جائزة نوبل في الكيمياء ـ كل من قلادة بريستلي سنة 1990 وقلادة العلوم الوطنية الأمريكية.

## روابط خارجية
- رولد هوفمان على موقع الموسوعة البريطانية (الإنجليزية)
- رولد هوفمان على موقع مونزينجر (الألمانية)
- رولد هوفمان على موقع إن إن دي بي (الإنجليزية)